# Кэмпбелл-Таун (Тасмания)
Кэмпбелл-Таун (англ. Campbell Town) — небольшой исторический город (town) на востоке центральной части Тасмании (Австралия), в географическом регионе Мидлендс. Согласно переписи 2016 года, население Кэмпбелл-Тауна составляло 645 человек.

## География
Через Кэмпбелл-Таун с востока на запад протекает река Элизабет в её нижнем течении, недалеко от места её впадения в реку Маккуори. В свою очередь, река Маккуори является притоком реки Саут-Эск, которая у Лонсестона впадает в эстуарий Теймар, соединяющийся с Бассовым проливом.

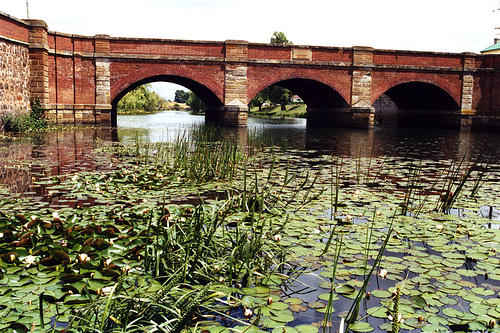
Мост Ред-Бридж через реку Элизабет

Кэмпбелл-Таун расположен на автомобильной дороге  Мидленд-Хайвей (Midland Highway), соединяющей столицу штата Тасмания Хобарт с Лонсестоном — вторым по величине городом Тасмании, находящимся недалеко от северного побережья острова. Кэмпбелл-Таун находится примерно в 134 км севернее Хобарта и в 68 км юго-восточнее Лонсестона. В пределах города Мидленд Хайвей проходит по улице Хай-Стрит (High Street) и пересекает реку Элизабет по историческому мосту Ред-Бридж, который считается самым старым мостом из тех, которые до сих пор используются в системе национальных автомагистралей Австралии.

## История
Кэмпбелл-Таун был основан в 1821 году Лакланом Маккуори (Lachlan Macquarie), который был губернатором колонии Новый Южный Уэльс в 1810—1821 годах. Маккуори назвал город и реку Элизабет в честь своей жены Элизабет, урождённой Кэмпбелл (Elizabeth Campbell). Кэмпбелл-Таун был одним из четырёх гарнизонных городов на пути из Хобарта в Лонсестон, и в нём также находилась колония для преступников (англ. probation station). Начиная с 1839 года, в городе проводились ежегодные сельскохозяйственные выставки. Открытие в 1876 году железной дороги, связавшей север и юг Тасмании, отрицательно сказалось на развитии города, уменьшив его значение как перевалочного пункта.
Одной из главных достопримечательностей Кэмпбелл-Тауна является мост Ред-Бридж через реку Элизабет, построенный в 1836—1838 годах с использованием труда заключённых. Этот мост является самым старым из сохранившихся арочных мостов из красного кирпича в Австралии.

## Население
Согласно переписи населения 2016 года, население Кэмпбелл-Тауна составляло 834 человека, 47,0 % мужчин и 53,0 % женщин. Средний возраст жителей Кэмпбелл-Тауна составлял 50 лет.
| 1996 | 2001 | 2006 | 2011 | 2016 |
| ---- | ---- | ---- | ---- | ---- |
| 816  | 756  | 772  | 781  | 645  |